# 朱見濍
盟津恭懿王朱見濍（1459年—1514年），是明朝鄭簡王朱祁鍈庶三子，明仁宗朱高熾曾孫，為明朝第一代盟津王。成化十年（1474年）冊封為盟津王。成化十二年（1476年）九月，朝廷冊封南城兵馬副指揮李賢的女兒為盟津王妃。
朱見濍在鄭簡王诸子中，年龄仅次于世子朱見滋，母亲也受到鄭簡王宠爱，但是因为并非嫡出而没有被册封为世子，心生愤恨，偷窃了兄长朱見滋的世子金冊，父亲朱祁鍈派人向朱見濍索取未果，此后朱見濍行为变本加厉，屡屡冒犯父亲及叔父泾阳王朱祁銑，又抢夺民女，作恶多端，最终在成化二十年（1484年），罪降庶人，令戴平民头巾，讀書習禮。弘治元年（1488年）釋回。正德二年（1507年）奏請復爵，明武宗听礼部意见，不准，仅得給半祿赡养，本色折色各半。正德九年（1514年）卒。子孫俱庶人。
朱見濍的长子朱祐橏以庶人管盟津王府事。朱見濍的侄子郑康王朱祐枔去世后没有后嗣，因为朱見濍获罪，朱祐橏不得袭封郑王，朱見濍已故四弟东垣端惠王朱見𣹟的继承人东垣王朱祐檡得以袭封，即郑懿王。
后来朱見濍被追复王位，并被谥恭懿。郑恭王朱厚烷死后，世子朱載堉不肯袭封，请求让给朱祐橏之孙朱載壐，理由是朱見濍既然得到追復，他的子孙就恢复了郑王爵位的继承权，且朱見濍年长于朱见𣹟，朱見濍的子孙才应该作为长房袭封郑王。礼部认可，于是朱載壐袭为郑王，但朱見濍、朱祐橏皆未被追封为郑王。

## 分歧記載
《明史》卒年作弘治四年（1491年）。